# V Assemblea nazionale del popolo
La V Assemblea nazionale del popolo (cinese: 第一届全国人民代表大会) fu eletta nel 1978 e restò in carica fino al 1983. Era composta da 3497 deputati e si riunì in cinque sessioni. La morte di importanti dirigenti quali Mao Tse-tung, Zhou Enlai e Zhu De e l'interruzione della grande rivoluzione culturale proletaria avevano influito non poco sulla funzionalità di questo organo. Nell'ottobre 1977, infatti, il nuovo presidente del PCC Hua Guofeng aveva proposto e ottenuto di anticipare le elezioni al 1978: in tal modo, fra le altre cose, veniva ridotto il potere dei comitati rivoluzionari, che per Hua Guofeng "non hanno svolto il ruolo che avrebbero dovuto" (discorso alla quarta sessione del Comitato permanente della IV Assemblea nazionale del popolo, 23 ottobre 1977). Ia V Assemblea approvò la Costituzione del 1978 e poi quella del 1982, ancora in vigore, e Deng Xiaoping si impose stabilmente a capo dello Stato. L’Assemblea recuperò lo status che aveva secondo la Costituzione del 1954, la carica di presidente della Repubblica venne ricostituita e gli organi sorti dalla rivoluzione culturale vennero sciolti; inoltre, la stessa autorità del partito venne alleggerita e il PCC non venne più contemplato quale "dirigente" dell'Assemblea.
L’Assemblea elesse le nuove cariche dello Stato:
- presidente del Comitato permanente dell'Assemblea nazionale del popolo: Ye Jianying;
- primo ministro del Consiglio di Stato: Hua Guofeng;
- presidente della Corte suprema del popolo: Jiang Hua;
- procuratore capo della Procura suprema del popolo: Huang Huoqing.

Le cariche di presidente della Repubblica Popolare Cinese e di vicepresidente della Repubblica Popolare Cinese, reintrodotte nella Costituzione del 1982, erano state abolite nel 1975 su suggerimento del presidente del Partito Comunista Cinese Mao Zedong.